# موسیقی در قزوین
این مقاله به بررسی موسیقی در خطه استان قزوین می‌پردازد.

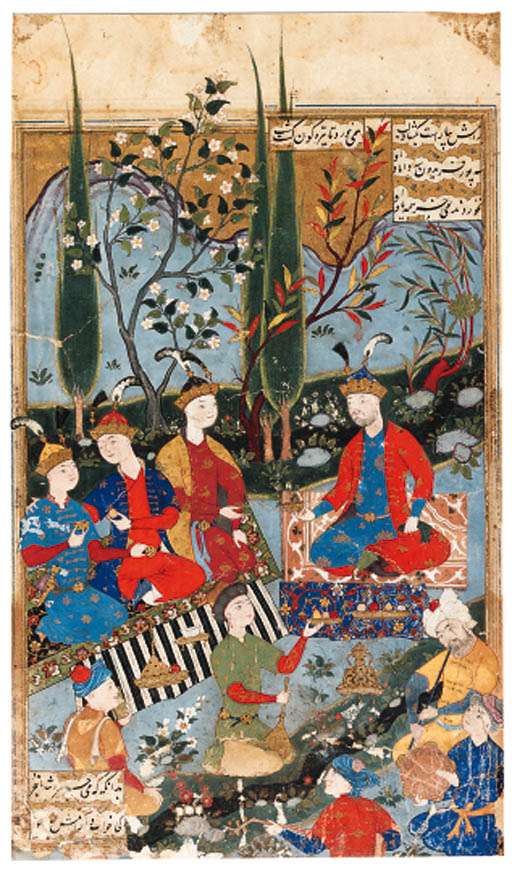
شاهزاده نشسته در منظره ای که توسط نوازندگان احاطه شده است؛ نگارگری، قزوین دوره صفوی

## پیشینه

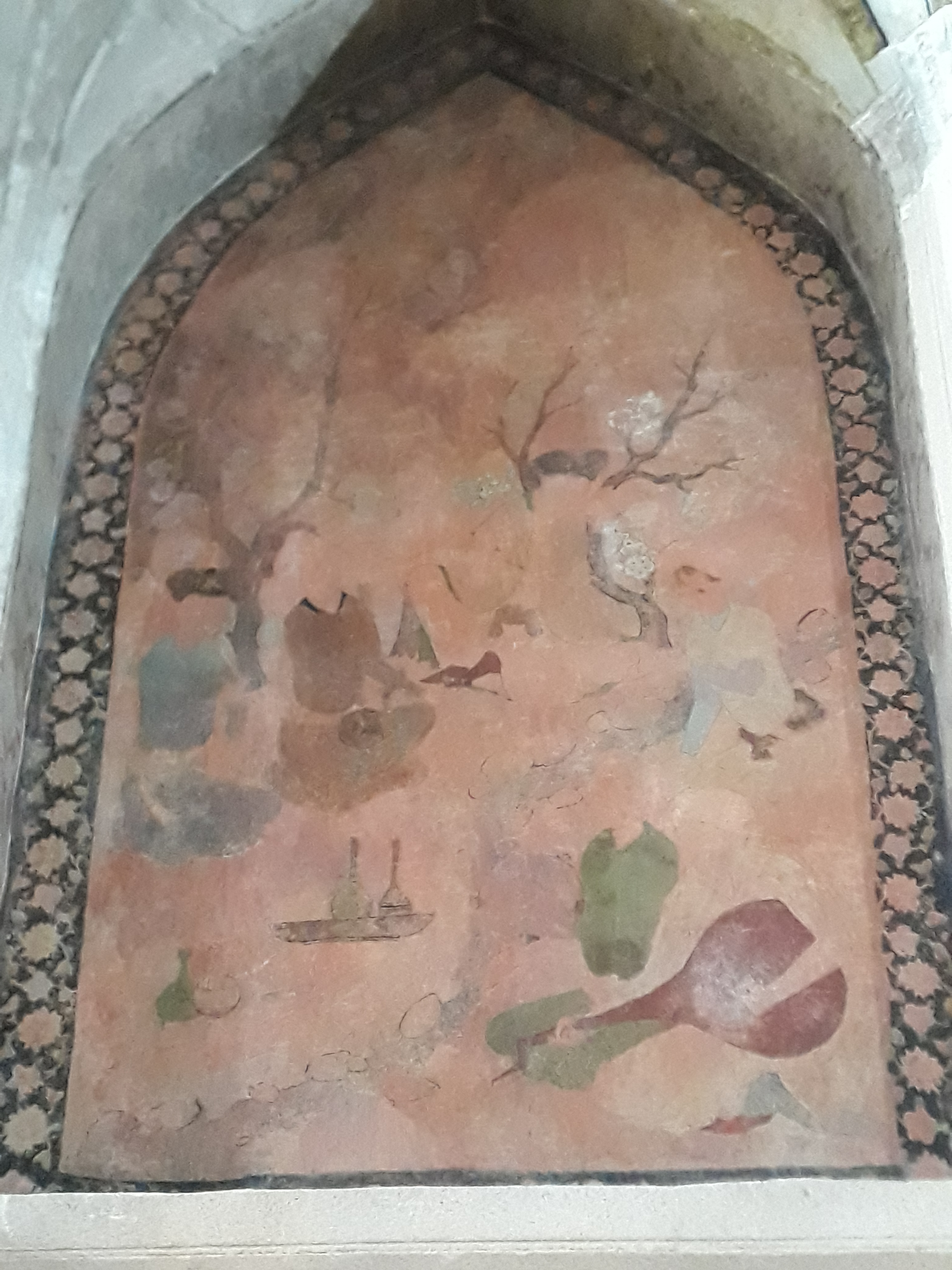
نوازنده عود و دف، برگرفته از کاخ چهلستون قزوین

اولین دانسته‌ها در خصوص موسیقی قزوین به دوران صفوی و بلاخص در زمان پایتختی این شهر بازمی‌گردد. این‌طور که از یافته‌های تاریخی پیداست مهم‌ترین کار صورت گرفته در دوره صفوی ساماندهی نخبگان موسیقی در قالب «نقاره خانه همایونی» عنوان کرد. نقاره خانه معمولاً طیف بزرگی از هنرمندان را شامل می‌شد که عبارت بودند از نقاره چیان، حافظان قرآن، ساز نوازان، قصه خوانان و شاهنامه خوانان که معمولا در مجالس بزم به اجرای ساز و آواز می‌پرداختند.
از نوازندگان به نام قزوین در دوره صفوی می‌توان به حافظ احمد قزوینی و حافظ هاشم قزوینی اشاره کرد.
از آنجایی که شهرهایی همچون تهران، شیراز، اصفهان، کاشان، قم و قزوین از شهرهای تأثیرگذار در تاریخ موسیقی بودند اکثراً فاقد موسیقی محلی هستند و موسیقی کلاسیک ایرانی به عنوان عامل مشترک در این شهرها رونق داشته است. بر اساس مستندات تاریخی منطقه قزوین در زمان صفوی و قاجاریه دارای مکتب موسیقی خاص خود بود است. اولین بار عبدالله دوامی مکاتب آوازی ایران را به چهار دسته قزوین، شیراز، اصفهان و تهران تقسیم کرده است. به تازگی جمعی از هنرمندان این خطه برای احیای مکتب موسیقی قزوین تلاش کرده‌اند.

## ویژگی‌ها
هیمنه‌خوانی، اوج‌خوانی، بداهه‌خوانی و مطول‌خوانی از ویژگی‌ها و شیوهٔ آواز قزوینی است که نزدیکی و قرابت زیادی با سبک تعزیه خوانی دارد. مقامات رایج در موسیقی منطقه قزوین؛ کردی، ترکی، لری، فارسی و زرگر می‌باشد. و بیشتر از سازهای سرنا، دهل، دایره و نی برای نواختن استفاده می‌شود. یکی از شاخصه‌های مطرح در سبک آوازی قزوین توجه به تحریر و انواع آن است، به همین جهت تنوع تحریرخوانی در سبک قزوین از سایر سبک‌های آواز ایرانی بیشتر است. همچنین تنوع در گوشه‌خوانی از شاخصه‌های سبک قزوین است.
تصنیف
از ویژگی‌هایی که عارف قزوینی برای نخستین بار از آن بهره جست استفاده از تصنیف سرایی برای انتقاد از اوضاع اجتماعی بود که هم با سرایندگی شعر و هم آهنگ سازی و خوانندگی خودش اجرا می‌شد. همچنین عارف را می‌توان از پیشگامان برگزاری کنسرت در ایران دانست

## موسیقی دانان
از موسیقی دانان و خوانندگان به نام قزوین می‌توان به جناب قزوینی استاد آواز دربار قاجار، واعظ قزوینی از نوازندگان عهد ناصرالدین شاه، عارف قزوینی نوازنده و تصنیف سرای مشروطه، اقبال آذر مبدع مکتب تبریز، قمرالملوک وزیری نخستین خواننده مطرح زن، واروژان آهنگ ساز در دوره پهلوی و استادان «علی‌اکبر خرم قزوینی» و «ضیاءالدین قاضی» اشاره کرد.